# Der arme Spielmann
Der arme Spielmann ist eine 1848 erschienene Rahmennovelle Franz Grillparzers.
Grillparzer beschäftigte sich seit 1831 mit dem Stoff, anfangs als Versuch eines autobiografischen Romans. Der Text wurde mehrfach überarbeitet und die Niederschrift immer wieder unterbrochen. Ende 1846 schickte ihn Grillparzer dem Verleger Gustav Heckenast, der ihn 1847 in Iris – Deutscher Almanach für 1848 in Pest (Ungarn) erstmals veröffentlichte.

## Inhalt

### Rahmen
Der Erzähler mischt sich bei einer Kirchweih in der Wiener Brigittenau unter das Volk. Er begegnet einem alten Spielmann, der auf seiner Geige eine Art stümperhafte Katzenmusik spielt. Als er ihm eine Münze gibt, kommen sie kurz miteinander ins Gespräch. Dadurch wird der Erzähler neugierig auf dessen Schicksal und besucht ihn eines Morgens in seiner ärmlichen Behausung. Dort erzählt ihm der alte Musikant seine Lebensgeschichte.
Nach diesem Morgen verliert der Erzähler den Mann aus den Augen. Als der Erzähler nach längerer Zeit wieder in Wien ist, sind Teile der Stadt durch eine Überschwemmung verwüstet. Der alte Mann ist, nachdem er Kinder des Nachbarn aus der überschwemmten Wohnung gerettet hat, an einer Erkältung gestorben.

### Binnenerzählung
Als Sohn eines hohen und einflussreichen Staatsbeamten versagt Jakob, weich, träumerisch und nach innen gewandt, vor den Anforderungen der Wirklichkeit. Er wird vom ehrgeizigen und jähzornigen Vater von der Schule genommen und muss als kleiner Schreiber in einem Büro arbeiten. Aber auch hier entzieht er sich der lauten und rohen Umwelt; nur sein (nur schlecht beherrschtes) Geigenspiel und Barbara, die Tochter eines Kuchenbäckers, die er schüchtern liebt, sind ihm Zuflucht und Lebensinhalt. Barbara ist von seiner Liebenswürdigkeit und seinem Charakter angezogen, verachtet ihn aber wegen seiner Lebensuntüchtigkeit. Als er sich nach dem Tod seines Vaters vom väterlichen Sekretär, dem er deswegen völlig vertraut, um seine Erbschaft betrügen lässt, heiratet Barbara einen Metzger aus Langenlebarn in Niederösterreich. Von nun an zieht der arme Spielmann geigend durch Wien.

## Deutung
Der Erzähler, ein Wiener Dichter, findet psychologisches Interesse am Spielmann.
Der Spielmann ist sehr naiv und fast lebensunfähig töricht, jedoch auch ein herzensguter Mensch mit Prinzipien, die er einhält. Er ist stets gut gekleidet, höflich und anständig, doch je tiefer er in der Gesellschaft sinkt, desto schlechter werden seine Erfahrungen. Das Quartier, das er mit Handwerkern teilt, ist durch einen Kreidestrich in seinen ordentlichen Teil und den unordentlichen seiner zwei Mitbewohner getrennt. Mit seiner Einstellung zum Leben geht er in der Gesellschaft fast unter, und er hält sich nur gerade so eben mit Almosen über Wasser.
Die Erzählung verweist auch auf die Rolle großer Enttäuschungen, die Mitursache für ein Abgleiten in das soziale Aus sein können.
Die Geige und die Musik bedeuten dem Spielmann viel. Er spielt und phantasiert für Gott, ist jedoch kein begnadeter Künstler, viel mehr bezeichnet der Erzähler sein Spiel als so eigenartig und mangelhaft, dass es unmöglich sei, zu erkennen, was er spiele. Er sieht sich den alten Meistern verpflichtet, doch kann er diese weder spielen noch wollen die Leute diese Lieder hören. Nur frei erfundene Melodien gelingen ihm besser. Doch liebt er es besonders ein Lied nachzuspielen, das Barbara, Tochter des Kaufmanns im Nachbarhaus, immer gesungen hatte. Zu Barbara entwickelt sich eine eigentümliche Beziehung: Der Spielmann sucht zwar ihre Nähe, zu entschiedener Werbung kommt es aber nicht. Ob dafür das bloße Unvermögen des Spielmanns in „weltlichen (Liebes-)Dingen“ verantwortlich ist oder ob der „Künstlerseele“ eine bürgerliche Liebesbeziehung unmöglich ist, bleibt in der Schwebe. Barbaras Gefühl wechselt zwischen Ablehnung, Zuneigung und wohl auch Liebe. Ein Indiz für letzteres mag die Weigerung des Verkaufs der Geige an den Erzähler sein (sie gibt den Grund an, dass ihr Sohn, der auch Jakob heißt, Geige lernen soll). Doch auf Druck ihres Vaters und ihrer Vernunft gehorchend, entschied sie sich gegen den verarmten, aber gutherzigen Spielmann und für den wohlhabenderen Fleischer, mit dem sie Wien verlässt.

## Parallelen
Die Hauptperson in Eichendorffs Novelle „Aus dem Leben eines Taugenichts“ ist der Sohn eines Müllers, der es ablehnt, den Beruf seines Vaters zu ergreifen. Er begibt sich auf Reisen und verliebt sich in eine Frau aus dem Adel, die ihm durch den Standesunterschied unerreichbar ist. Als die Tochter eines reichen Bürgers ihm einen Heiratsantrag macht, nachdem er bei einem ländlichen Fest als Geigenspieler aufgetreten ist, lehnt er ab. Aber während beim Realisten Grillparzer der Weg in die Armut führt, wird beim Romantiker Eichendorff der Held nach einer Reihe von seltsamen Abenteuern durch die Liebe einer Frau in die Adelsgesellschaft aufgenommen. 
In Thomas Manns erstem Roman ist Thomas Buddenbrook der nüchterne Geschäftsmann, der seinen Sohn Hanno als Erben und Nachfolger aufbauen will. Aber das gelingt ihm nicht, weil Hanno sich ganz der Musik zuwendet und dabei von seiner Mutter unterstützt wird. Thomas tritt dieser Tendenz des Sohnes entgegen, so wie Jakobs Vater der singenden Barbara den Zutritt zu seiner Kanzlei verbietet. 
Bei Mann geht es wie bei Grillparzer um den Gegensatz zwischen der Welt des Schönen und dem bürgerlichen (kapitalistischen) Geschäftsalltag. Dass es da auch Betrüger gibt, die andere Menschen ins Unglück stürzen, wird von beiden Autoren gezeigt. Aber Grillparzer ist es gelungen, in der Gestalt der Barbara die beiden Welten zu verbinden. Sie kann nämlich nicht nur schön singen, sie wei§ auch Bescheid in der Geschäftswelt, denn sie warnt Jakob, wenn auch vergeblich, vor dem Betrug, dem er zum Opfer fällt.

## Trivia
Die Spielmanngasse im Wiener Gemeindebezirk Brigittenau ist nach Grillparzers Novelle benannt und die Person Ferdinand Kauer gilt als Vorbild für die Figur des „Armen Spielmanns“.